# Horní Slatina
Horní Slatina (en allemand : Oberlatein) est une commune du district de Jindřichův Hradec, dans la région de Bohême-du-Sud, en République tchèque. Sa population s'élevait à 133 habitants en 2020.

## Géographie
Horní Slatina se trouve à 10 km à l'est de Dačice, à 42 km à l'est-sud-est de Jindřichův Hradec, à 81 km à l'est-nord-est de České Budějovice et à 116 km au sud-sud-est de Prague.
La commune est limitée par Hříšice au nord-ouest, par Knínice au nord-est, par Budeč à l'est, par Budíškovice au sud et à l'ouest.

## Histoire
La première mention écrite du village date de 1278.

## Source
- (cs) Cet article est partiellement ou en totalité issu de l’article de Wikipédia en tchèque intitulé « Horní Slatina » (voir la liste des auteurs).